# Yvetot-Bocage

Yvetot-Bocage este o comună în departamentul Manche, Franța. În 1 ianuarie 2022 avea o populație de 1.188 de locuitori.